# Shimizu Tetsuro
Tetsuro Shimizu  (清水哲郎?, ShimizuTetsuro), italianizzato in Tetsuro Shimizu (Tokyo, 17 febbraio 1958) è un pittore giapponese naturalizzato italiano.

## Biografia
Dopo essersi diplomato alla Sokei Academy of Fine Arts di Tokyo (創形美術学校) e trasferitosi a Milano, si diploma nel 1992 in Pittura all’Accademia di Belle Arti di Brera.
I suoi docenti sono stati Gottardo Ortelli, Paolo Minoli, Italo Bressan e Giovanni Accame.
Alle sue prime esposizioni in Italia, risalenti all’inizio degli anni ‘90, corrispondono i primi premi della critica. Ha partecipato ai seguenti premi:
- 1991 - "Premio Acquisto", Montecampione (Brescia), Arte giovane, premio conseguito
- 1996 - Fondazione "48º Premio Michetti", Francavilla al Mare (Chieti), premio conseguito
- 1999 - 39° "Premio Suzzara", Suzzara (Mantova)
- 2003 - 54° "Premio Michetti", Fondazione Premio Michetti, Francavilla al Mare (Chieti)
- 2010 - "Premio Internazionale Limen Arte", Palazzo Comunale Enrico Gagliardi, Vibo Valentia

Nel 2003 è membro della giuria del Premio Lissone 2003 assieme a Maria Teresa Fiorio, Flaminio Gualdoni, Vesna Terzić e Paolo Vergani. 
Le sue opere figurano in collezioni pubbliche permanenti:
- Galleria civica Montecatini Contemporary Art Mo.C.A. di Montecatini Terme
- Castello di Masnago, (Varese)
- Palazzo Emilei Forti, (Verona)
- Museo Enrico Butti di Viggiù (Varese)
- Pinacoteca del Palazzo Comunale di Varallo Pombia, Villa Bollini Simonetta Mocenigo Soranzo (Novara)
- Palazzo Comunale di Fortunago (Pavia)
- Nuovo Museo del Tricolore, Reggio Emilia
- Palazzo Comunale di Villa Lagarina (Trento)
- Palazzo Comunale di Sesto Calende (Varese)
- MAC Lula, Museo Diffuso di Arte Contemporanea, Lula (Nuoro, Sardegna)

È docente dei corsi di Disegno per la pittura e di Tecniche pittoriche presso l’Accademia di Belle Arti di Brera e Professore invitato presso la Joshibi University of Art and Design  (女子美術大学, Joshibijutsu Daigaku?) di Tokyo. Fra le tecniche pittoriche Shimizu applica e tramanda l'intelaiatura personale e l'imprimitura con colla di coniglio.
Giuseppe Bonini ha scritto di Shimizu:
"Per questo l’immagine si presenta sempre instabile, al limite del percettibile: l’artista non solo predilige i tre colori primari, e tanto si potrebbe dire sulla loro pregnanza simbolica, ma di solito ne utilizza uno quale dominante stendendolo in maniera non uniforme, bensì a insistiti e ritornanti colpi di pennello che segnano, cadenzandolo, il tempo e tracciano uno spazio in continuo divenire, sfuggente alla fissità."
Claudio Cerritelli ha scritto di Shimizu:
"Da quando ha messo in dubbio i limiti convenzionali del supporto, Tetsuro Shimizu ha sviluppato molteplici ancoraggi tra pittura e spazio ambientale, superficie e parete, estensione del colore dentro e oltre i perimetri della tela."

## Mostre personali
- 1994 - Galleria Ausstellungsraum Harry Zellweger, Basilea (Svizzera)
- 1996 - Bar Jamaica, Milano, a cura di Paolo Minoli
- 1996 - Forza, Sinergia, Galleria Morone 6, Milano
- 1997 - Consolato Generale degli Stati Uniti d’America, Milano, a cura di Itaru Ito
- 1998 - Galleria Gagliardi Arte Contemporanea, San Gimignano (Siena)
- 1999 - Galleria Morone 6, Milano, Tetsuro Shimizu, a cura di Flaminio Gualdoni
- 1999 - Consolato Generale del Giappone, Milano, Tetsuro Shimizu, a cura di Maria Pace Ottieri
- 1999 - Galleria Gagliardi Arte Contemporanea, San Gimignano (Siena)
- 2000 - Galleria Morone 6, Milano, a cura di Alberto Fiz
- 2001 - Galleria Gagliardi Arte Contemporanea, San Gimignano (Siena), a cura di Valerio Dehò
- 2002 - Galleria Morone 6, Milano, Tetsuro Shimizu, a cura di Flaminio Gualdoni
- 2002 - Museo Comunale d’Arte Moderna e dell’Informazione, Senigallia (Ancona), Tetsuro Shimizu, a cura di Assessorato alla Cultura di Senigallia
- 2004 - Pinacoteca Comunale, Villa Soranzo, Varallo Pombia (Novara), Tetsuro Shimizu, a cura di Caterina Corni
- 2004 - Galleria Teardo, Pordenone, Tetsuro Shimizu
- 2005 - Galleria Morone, Milano, Tetsuro Shimizu, a cura di Claudio Ceritelli
- 2005 - Bar Testa, Albissola Marina (Savona), Tetsuro Shimizu, a cura di Riccardo Zelatore
- 2006 - Galleria Cavenaghi Arte, Milano, Tetsuro Shimizu, a cura di Claudio Ceritelli e Alberto Veca
- 2006 - Villa Pisani, Bagnolo di Lonigo (Vicenza), Tetsuro Shimizu, a cura di Claudio Ceritelli e Alberto Veca
- 2009 - Galleria Gagliardi Arte Contemporanea, San Gimignano (Siena), Tetsuro Shimizu
- 2009 - Bice Tokio, Caretta Shiodome, Tokio, Tetsuro Shimizu
- 2010 - Tetsuro Shimizu, Paraventi Giapponesi - Galleria Nobili, Milano
- 2012 - 無常 MUJŌ – Impermanenza,Paraventi Giapponesi - Galleria Nobili, Milano, a cura di Matteo Galbiati
- 2012 - Centro Culturale di Arte Contemporanea Balestrini, Albissola Marina (Savona), (R)esistenza, a cura di Riccardo Zelatore
- 2013 - Palazzo Libera, Villa Lagarina (Trento), Im-permanenza Mujo, a cura di Matteo Galbiati e Federica Giobbe
- 2013 - Centro Culturale Sergio Valmaggi, Sesto San Giovanni (Milano), Im-permanenza Mujo, a cura di Matteo Galbiati
- 2013 - Istituto Nazionale dei Tumori (Milano), Immunità, a cura di Ugo Pastorino
- 2014 - Imperfezione, Museo Enrico Butti, Viggiù (Varese), a cura di Ettore Cerini
- 2014 - Imperfezione, Galleria Antica, Nagoya (Giappone)
- 2014 - Dynamicmuseum, Museo Luciano Minguzzi di Milano
- 2015 - Zaza ramen, Milano
- 2016 - Spazi espositivi R&P legal, Milano, Incompletezza, a cura di Simona Bartolena
- 2016 - Galleria Il Milione, Milano, Anelito, a cura di Claudio Cerritelli
- 2017 - Eterne stagioni, Paraventi Giapponesi - Galleria Nobili, Milano, a cura di Matteo Galbiati
- 2018 - KOKIN. Libri d’artista, Paraventi Giapponesi - Galleria Nobili, Milano, Milano
- 2018 - 無常 MUJŌ – Impermanenza, Palazzo Libera di Villa Lagarina, Trento, a cura di Matte Galbiati e Federica Giobbe
- 2018 - Spazio obliquo, Galleria Antonio Battaglia di Milano, a cura di Giuseppe Bonini
- 2019 - Equilibrio instabile, Di Paolo Arte, Bologna, a cura di Bruna Giordano
- 2019 - Espansione, Di Paolo Arte, Bologna, a cura di Bruna Giordano
- 2019 - Castel Negrino Arte, Aicurzio (Monza e Brianza), a cura di Matteo Galbiati
- 2021 - Palazzo Sarcinelli, Conegliano (Treviso), a cura di Oltrearte
- 2021 - Lume, Galleria Il Milione, Milano, a cura di Matteo Galbiati
- 2023 - Iro 色 Colore, anelito tra quiete e tempesta; Castello di Palazzolo sull'Oglio e Villa Kupfer (Brescia), a cura di Matteo Galbiati e Serena Paderno
- 2023 - Polifonie di colore, Spazio d’Arte Scoglio di Quarto, Milano, Febbraio 2023, a cura di Francesco Tedeschi

## Mostre collettive
- 2024 - Ōki Izumi & Shimzu Tetsuro, Vibrazioni della materia, Lattuada Gallery, Milano, Aprile, patrocinio del Consolato Generale del Giappone.
- 2024 - Nuovi lirici, sublimi sconfinamenti, Valerio Anceschi, Roberto Casiraghi, Alessandro Fieschi Ayako Nakamiya, Pietro Pasquali, Rossella Rapetti, Tetsuro Shimizu; Palazzo Samone, Cuneo, a cura di Enrico Perotto
- 2024 - A cinque_ pittura a Brera; Galleria Antonio Battaglia, Milano; collettiva con Italo Chiodi, Luca Coser, Piermario Dorigatti, Franco Marrocco; a cura di Raffaella Pulejo.
- 2023 - Group show exibition, Galleria Orler, Venezia
- 2021 - Dialoghi Siciliani. Dimensione astratta, un orizzonte sensibile, Palazzo Duchi di Santo Stefano, Taormina (ME), organizzazione Catania Art Gallery (Catania, Palermo) a cura di Matteo Galbiati con Serena Filippini e Alice Vangelisti
- 2021 - Accademia & Dintorni, Galleria Antonio Battaglia, Milano, a cura di Claudio Cerritelli
- 2020 - Complesso Monumentale di Santa Caterina, Finalborgo (Li), Il Carattere Riflessivo della Pittura, a cura di Riccardo Zelatore
- 2019 - Il Fondaco, Bra, Canone lirico, a cura di Silvana Peira
- 2018 - Paraventi giapponesi Galleria Nobili, Milano Kokin, libro d’artista, a cura di Matteo Galbiati
- 2018 - Museo Civico Floriano Bodini, Gemonio (Varese), Real Art, a cura di Franco Crugnola
- 2018 - Palazzo del Monferrato, Alessandria, Biennale di Alessandria omnia, Caos colore 2018, a cura di Matteo Galbiati
- 2017 - Galleria Cart 70-10, Monza, Real Art, a cura di Franco Crugnola
- 2017 - Palazzo del Monferrato, Alessandria, Eterna Stagione, a cura di Matteo Galbiati
- 2016 - Museo d’Annunzio Segreto, Vittoriale degli italiani, Gardone Riviera (Brescia), Eterne Stagioni, a cura di Matteo Galbiati
- 2015 - Galleria Il Milione, Milano, Galleria Antonio Battaglia, Milano, Astrazione fluida, Italo Bressan, Gottardo Ortelli, Tetsuro Shimizu, a cura di Claudio Cerritelli
- 2015 - Mutteo Butti, Viggiù (Varese), Slittamenti del cuore, 9 artisti allievi di Gottardo Ortelli, a cura di Claudio Cerritelli
- 2015 - Castello di Melegnano, Milano, Dedicata a Alberto Veca, a cura di Claudio Cerritelli e Elisabetta Longari
- 2014 - Museo Minguzi, Milano, Dynamicmuseum, a cura di Stefano Iaccheo e Marco Teseo
- 2013 - IKI いき, Galleria Nobili di Milano
- 2013 - Galleria Ghiggini, Varese, Da colore a colore, Italo Bressan, Claudio Olivieri, Gottardo Ortelli, Tetsuro Shimizu, a cura di Claudio Cerritelli
- 2013 - Studio Luca G. Righini Arte contemporanea, Milano, Piccole misure
- 2013 - Chiostri di San Domenico, Reggio Emilia, Novanta artisti per una bandiera, a cura di Sandro Parmiggiani
- 2012 - Palazzo del Podestà, Castell’Arquato (Piacenza), Al principio del vedere, a cura di Ilaria Bignotti e Matteo Galbiati
- 2012 - Paraventi giapponesi-Galleria Nobili, Milano, IKI, cura di Matteo Galbiati e Kevin Mcmanus
- 2010 - Palazzo Comunale Enrico Gagliardi, Vibo Valentia, Premio Internazionale Limen Arte 2010, a cura di Giorgio Di Genova
- 2010 - Palazzo Comunale, Fortunago (Pavia), Sulle rive opposte del fiume, a cura di Pino Jelo
- 2010 - Biblioteca Civica, Pordenone, Collezione 7x11. La poesia degli artisti, a cura di Marco Fazzini collettive N° 21
- 2010 - AR Officina Arte Contemporanea, Milano, e Spazio Espositivo Biblioteca Civica, Gorgonzola (Milano), In Forma Lirica, a cura di Matteo Galbiati
- 2010 - Palazzo del Turismo, Jesolo (Venezia), Pittura come gesto, a cura di Michele Beraldo e Willy Montini
- 2008 - Civico Museo Parisi-Valle, Maccagno (Varese), Acquisizioni 2008, a cura di Claudio Rizzi
- 2008 - Galleria all’Angolo, Mendrisio (Svizzera), Dialogo tra pittura e scultura, a cura di AR Officina Arte Contemporanea, Gorgonzola (Milano) in collaborazione con Pangeart, Bellinzona (Svizzera)
- 2007 - Palazzo Ducale, Sabbioneta (Mantova), Dall’ideale all’arte contemporanea. Identità e umanismo, a cura di Claudio Rizzi
- 2007 - Galleria Morone, Milano, Sfacciatamente Pittura, a cura di Raffaella Pulejo
- 2006 - Fruttiere di Palazzo Te, Mantova, Un lavoro fatto ad arte, a cura di Andrea B. Del Guercio
- 2006 - Chiesa di San Pietro, Piacenza, Arte Cristiana Contemporanea, a cura di Andrea B. Del Guercio
- 2005 - Centro Cultura Arte Contemporanea, Albissola Marina (Savona), Bertini, Ruggeri, Savelli, Shimizu, Balestrini, a cura di Riccardo Zelatore
- 2005 - Civico Museo Parisi-Valle, Maccagno (Varese), Paginas desde Lombardia, un museo de arte contemporaneo, a cura di Claudio Rizzi
- 2004 - Museo d’Arte Moderna, Gazoldo degli Ippoliti (Mantova) e Museo Civico Floriano Bodini, Gemonio (Varese), Arte Contemporanea in Lombardia. Generazione Anni ’50, a cura di Claudio Rizzi
- 2003 - Fondazione Premio Michetti, Francavilla al Mare (Chieti), LIV Premio Michetti, a cura di Duccio Trombadori e Gabriele Simongini
- 2003 - Ex convento delle Scuole Pie, Brindisi, L’immagine dell’arte del III Millennio, a cura di Massimo Guastella
- 2002 - Castell de Benedomiens e Castell d’Aro, Girona (Spagna), Sala Civica des Exposicciones, Santa Pau, Girona (Spagna) e Museo d’Arte Moderna, Gazoldo degli Ippoliti (MN), a cura di Raffaele De Grada, Claudio Rizzi e Cristina Portioli Staudacher
- 2001 - Villa Bottini, Lucca, Cinque artisti giapponesi, a cura di Francesco Molone
- 2000 - Galleria Morone 6, Milano e Galleria Aras, Ravensburg (Germania), Nuovi temperamenti, a cura di Claudio Cerritelli e Paolo Minoli
- 1999 - MiArt ’99, Milano, Babel, a cura di Philippe Daverio
- 1999 - Galleria del Premio Suzzara, Suzzara (Mantova), 39º Premio Suzzara, a cura Davide Benati, Walter Guadagnini e Claudio Olivieri
- 1998 - Galleria Morone 6, Milano, Sinfonia d’inverno... Il tempo artificato
- 1998 - Mazzoleni Sambonet Arte, Milano, Mono-Cromo A-Cromo
- 1997 - Galleria Gagliardi, S. Gimignano (Siena); Galleria Multigraphic, Venezia; Galleria
- 1997 - Galleria d’Arte Moderna e Contemporanea, San Marino (Repubblica di San Marino), Luoghi, a cura di Alberto Fiz
- 1997 - Castello di Masnago, Varese, Nuove opere per Varese 2, a cura di Flaminio Gualdoni
- 1996 - Fondazione Premio Michetti, Francavilla al Mare (Chieti), XLVIII Premio Michetti, a cura di Flaminio Gualdoni, conseguito Premio acquisto
- 1996 - Bar Jamaica, Milano, Nuovi temperamenti dell’arte/1, a cura di Claudio Cerritelli e Paolo Minoli
- 1996 - Galleria Del Monte, Forio, Ischia (Napoli), Contemplazione, a cura di Giovanna Nicoletti
- 1996 - Galleria Morone 6, Milano, Contemplazione, a cura di Giovanna Nicoletti
- 1995 - Padiglione Neri dell’ex Ospedale Psichiatrico, Perugia, Presenze. Artisti stranieri oggi in Italia, a cura di Giorgio Bonomi
- 1994 - Studio d’Arte Harry Zellweger, Carabietta (Svizzera), Giovani italiani
- 1992 - Ex Chiesa di San Carpoforo, Milano, Artisti Internazionali Inediti in Mostra, a cura di Achille Bonito Oliva
- 1992 - Museo Butti, Viggiù (Varese), Arte contemporanea 1. Acquisizioni e donazioni, a cura di Gottardo Ortelli
- 1992 - Museo d’Arte Stripe House, Tokyo (Giappone), Esposizione di Artisti e Allievi Contemporanei, a cura di Accademia di Belle Arti di Sokei di Tokyo
- 1992 - Rotonda della Besana, Milano, Arte Fence. L’arte salva l’arte, a cura di Tommaso Trini
- 1991 - Città di Cremona, Cremona, Arte giovane in Lombardia
- 1991 - Cattedrale ed ex Macello, Padova, Logos 91. Mostra Internazionale d’Arte di ricerca contemporanea, a cura di Giorgio Segato
- 1991 - Premio Acquisto, Montecampione (Brescia), Arte giovane, premio conseguito
- 1989 - Galleria Mazzocchi, Parma, Tra segno e colore, a cura di Gottardo Ortelli